# Кароліна де Морас
Кароліна Андреа де Морас Альварадо (нар. 24 лютого 1981, Осорно) — чилійська модель, телеведуча та ведуча. Вона вела Міжнародний пісенний фестиваль у Вінья-дель-Мар упродовж 5 років.

## Художня кар'єра
Кар'єра Кароліни як моделі розпочалася в 1997 році, через участь в Elite Model Look — конкурсу Чилі. Поступово зростала її репутація в національному середовищі моди.
Брала участь у телевізійних програмах, таких як « Viva la Mañana», « Transantiaguinos» та « Добрий ранок усім», де яких приєдналася в 2010 році, щоб створити шоу «Carola datos» — перед «Tonka datos», коли це робив Tonka Tomicic. В листопаді того ж року випустила шоу «Принцеси». 29 листопада вона була представлена як новий співавтор передачі Доброго ранку для всіх, замінивши Катерину Салосну. Після смерті свого ведучого Феліпе Каміроага у вересні 2011 року де Морас продовжила ранкову передачу разом з Джуліаном Ельфенбейном. 13 грудня вона відмовилася від участі в передачі Доброго ранку всім.
Упродовж лютого 2013 року була ведучою програми Chilevisión Fiebre de Viña.
У жовтні 2013 року Де Морас було запрошено на 55-ий Міжнародний пісенний фестиваль Вінья-дель-Мар, анімувати разом з Рафаелем Аранедою.
У жовтні 2014 року Кароліна Де Морас анімувала програму Чилівісіон про шлюби Скажи мені так.
У грудні 2015 року вона отримала нагороду Копіхуе де Оро в категорії « Найкращий телевізійний артист».
У 2017 році вона стала однією з жінок, яка найдовше анімувала фестиваль Вінья, опинившись на другому місці з Поліною Нін де Кардона. У 2018 році Кароліні вдається вийти на 5 анімаційних видань, у яких її хвалили за прекрасне володіння англійською мовою, що призвело до взаємодії з такими зірками, як Олівія Ньютон-Джон, Пітер Сетера, Ліонель Річі, Юсуф Кіт Стівенс, Род Стюарт, Джаміроквей та Європа.
У 2018 році вона співпрацювала з розважальною програмою чилійського гастрономічного телебачення Bake Off.
У листопаді 2018 року, через проблеми з колегами, вирішила не продовжувати контракт з каналом й залишила його.

## Особисте життя
Її батько — покійний Хуан Ернесто де Морас, а мати — Патріція Альварадо, інженер-хімік. У Кароліни є дочка на ім'я Міла Хаміс де Морас.
2 лютого 2011 року батько Кароліни де Морас помер від фульмінантного раку. Між Різдвом та Новим роком Хуан Ернесто де Морас відчув, що його здоров'я погіршилось, тому його перевезли з Осорно до Сантьяго, де встановили діагноз захворювання, що спричинило смерть, і помер 2 лютого о 17:00. Інформація була оприлюднена наприкінці 24-годинного видання TVN.

## Фільмографія

### Програми
| Programa de televisión | Programa de televisión                                     | Programa de televisión | Programa de televisión | Programa de televisión |
| Año                    | Programa                                                   | Rol                    | Canal |                        |
| ---------------------- | ---------------------------------------------------------- | ---------------------- | --- | ---------------------- |
| 2007                   | Alfombra roja                                              | Comentarista de moda   | 20x20пкс Canal 13 |                        |
| 2009                   | Viva la mañana                                             | Comentarista de moda   | 20x20пкс Canal 13 |                        |
| 2010-2011              | Buenos días a todos                                        | Conductora             | 20x20пкс TVN |                        |
| 2013                   | Fiebre de Viña                                             | Conductora             | 29x29пкс Chilevisión |                        |
| 2013-2018              | La mañana de Chilevisión                                   | Conductora             | 29x29пкс Chilevisión |                        |
| 2013                   | Salta si puedes                                            | Conductora             | 29x29пкс Chilevisión |                        |
| 2013-2014-2015         | Talento chileno                                            | Jueza                  | 29x29пкс Chilevisión |                        |
| 2014                   | LV Festival Internacional de la Canción de Viña del Mar    | Presentadora           | 29x29пкс Chilevisión 25x25пкс A&E |                        |
| 2014                   | Dime que sí                                                | Conductora             | 29x29пкс Chilevisión |                        |
| 2015                   | Pequeños gigantes                                          | Conductora             | 29x29пкс Chilevisión |                        |
| 2015                   | LVI Festival Internacional de la Canción de Viña del Mar   | Presentadora           | 29x29пкс Chilevisión 23x23пкс HTV 20x20пкс TNT 24x24пкс Unitel 25x25пкс Citytv 45x45пкс Ecuador TV 31x31пкс NBC Universo 30x30пкс Tv Azteca 30x30пкс WAPA-TV 19x19пкс TVes |                        |
| 2016                   | LVII Festival Internacional de la Canción de Viña del Mar  | Presentadora           | 29x29пкс Chilevisión 23x23пкс HTV 20x20пкс TNT <samll> 31x31пкс NBC Universo 30x30пкс Tv Azteca                                                                            |                        |
| 2017                   | LVIII Festival Internacional de la Canción de Viña del Mar | Presentadora           | 29x29пкс Chilevisión 23x23пкс HTV 20x20пкс TNT 31x31пкс NBC Universo 30x30пкс Tv Azteca                                                                                    |                        |
| 2018                   | LIX Festival Internacional de la Canción de Viña del Mar   | Presentadora           | 29x29пкс Chilevisión 23x23пкс HTV 20x20пкс TNT 31x31пкс NBC Universo 30x30пкс Tv Azteca                                                                                    |                        |
| 2018                   | Bake Off                                                   | Conductora             | 29x29пкс Chilevisión |                        |
| 2019                   | Cosas de mujeres                                           | Conductora             | 30x30пкс TV+ |                        |
| 2020                   | Bailando por un sueño (Chile)                              | Jueza                  | 20x20пкс Canal 13 |                        |

#### Телесеріал
| Рік      | Серія            | Характер           | Канал               |
| -------- | ---------------- | ------------------ | ------------------- |
| 2008 рік | Transantiaguinos | Андреа Вальдівієсо | посилання= 13 канал |

#### Фільми
| Рік      | Назва                  | Характер              | Директор      |
| -------- | ---------------------- | --------------------- | ------------- |
| 2010 рік | Яка шкода твоєму життю | Марія дель Пілар Ліон | Ніколас Лопес |